# Marianne Leeson
Marianne Leeson (* 19. Oktober 1987 in Burlington, Ontario) ist eine kanadische Snowboarderin. Sie startete für Kanada im Jahr 2014 bei den Olympischen Winterspielen.

## Karriere
Vom Canadian Olympic Committee wurde sie für die Olympischen Winterspiele 2014 in Sotschi nominiert. Im Parallel-Riesenslalom belegte sie den fünften Platz und war damit die beste Kanadierin. Mit dem 27. Platz im Parallelslalom war sie hinter Ariane Lavigne und Caroline Calvé die schlechteste Kanadierin. Vom 15. bis 25. Januar 2015 nahm sie an den Snowboard-Weltmeisterschaften 2015 am Kreischberg in Österreich teil. Bei ihrem Start im Parallel-Riesenslalom belegte sie den achten Platz. Den Parallelslalom beendete die Kanadierin auf dem 30. Platz.